# Kinyongia adolfifriderici
Kinyongia adolfifriderici — вид ігуаноподібних ящірок родини хамелеонових (Chamaeleonidae). Мешкає в Східній Африці. Вид названий на честь німецького дослідника Африки, герцога Адольфа Фрідріха Мекленбурзького.

## Поширення і екологія
Kinyongia adolfifriderici мешкають в гірських тропічних лісах Альбертінського рифту в провінціях Північне і Південне Ківу на сході ДР Конго, в лісах Бвінді і Кібале на південному заході Уганди, в лісі Ньюнгве на заході Руанди та в лісі Кібіра на північному заході Бурунді, а також трапляються в низинних тропічних лісах в Руанді, Уганді і ДР Конго, зокрема в лісах Медьє та Ітурі. Зустрічаються на висоті від 1000 до 2200 м над рівнем моря. Відкладають яйця.